# Contreuve
Contreuve é uma comuna francesa na região administrativa de Grande Leste, no departamento Ardenas. Estende-se por uma área de 11,67 km². Em 2010 a comuna tinha 85 habitantes (densidade: 7,3 hab./km²).